# Gare du Mile End
La gare du Mile End était située sur la rue Bernard Est, près du boulevard Saint-Laurent, dans le quartier Mile End à Montréal. Elle était un témoignage du développement industriel et de l'urbanisation de Montréal. 

## Histoire
Ouvert en octobre 1876, le Chemin de fer Québec, Montréal, Ottawa & Occidental reliait Montréal à Saint-Jérôme. Par la suite, il est complété sur la rive nord de la rivière des Outaouais jusqu'à Hull et Ottawa, et sur la rive nord du fleuve Saint-Laurent jusqu'à Québec.
Bien qu'une halte existe au Mile End dès l'ouverture de la voie ferrée, une gare est construite quelques mois plus tard, au printemps 1877. La gare originale servait de point de transit pour les bidons de lait entre les sites de production de la campagne et les laiteries de la ville qui l'embouteillaient.
|  |

En 1911, la gare fut agrandie pour répondre à l'achalandage suscité par l'urbanisation rapide du secteur.
Elle tomba en désuétude en 1931 lors de l'ouverture de la gare Jean-Talon, et fut détruite en 1970 lors de la construction du viaduc routier Rosemont–Van Horne.